# Timmy Mayer
Timothy Andrew Mayer (Dalton, Pennsylvania, SAD, 22. veljače 1938. – Longford, Tasmanija, Australija, 28. veljače 1964.) je bivši američki vozač automobilističkih utrka.

## Rezultati u Formuli 1
| Sezona | Momčad             | Šasija     | Motor     | Utrke | Pobjede | Podiji | Bodovi | Plasman |
| ------ | ------------------ | ---------- | --------- | ----- | ------- | ------ | ------ | ------- |
| 1962.  | Cooper Car Company | Cooper T53 | Climax L4 | 1     | -       | -      | 0      | –       |

## Rezultati u Formuli Tasman
| Sezona | Momčad                     | Šasija     | Motor      | Utrke | Pobjede | Podiji | Bodovi | Plasman |
| ------ | -------------------------- | ---------- | ---------- | ----- | ------- | ------ | ------ | ------- |
| 1964.  | Bruce McLaren Motor Racing | Cooper T70 | Climax FPF | 7     | -       | 4      | 23     | 4.      |